# Mesabolivar
Mesabolivar är ett släkte av spindlar. Mesabolivar ingår i familjen dallerspindlar.

## Dottertaxa tillMesabolivar, i alfabetisk ordning[1]
- Mesabolivar argentinensis
- Mesabolivar aurantiacus
- Mesabolivar aurantius
- Mesabolivar azureus
- Mesabolivar banksi
- Mesabolivar botocudo
- Mesabolivar brasiliensis
- Mesabolivar cambridgei
- Mesabolivar camussi
- Mesabolivar cantharus
- Mesabolivar cavicelatus
- Mesabolivar ceruleiventris
- Mesabolivar cuarassu
- Mesabolivar cyaneomaculatus
- Mesabolivar cyaneotaeniatus
- Mesabolivar cyaneus
- Mesabolivar difficilis
- Mesabolivar eberhardi
- Mesabolivar embapua
- Mesabolivar exlineae
- Mesabolivar fluminensis
- Mesabolivar forceps
- Mesabolivar globulosus
- Mesabolivar guapiara
- Mesabolivar huambisa
- Mesabolivar huanuco
- Mesabolivar huberi
- Mesabolivar iguazu
- Mesabolivar junin
- Mesabolivar levii
- Mesabolivar locono
- Mesabolivar luteus
- Mesabolivar mairyara
- Mesabolivar maxacali
- Mesabolivar nigridentis
- Mesabolivar paraensis
- Mesabolivar pseudoblechroscelis
- Mesabolivar rudilapsi
- Mesabolivar samatiaguassu
- Mesabolivar simoni
- Mesabolivar spinulosus
- Mesabolivar tandilicus
- Mesabolivar togatus
- Mesabolivar xingu
- Mesabolivar yuruani